# Film festival internazionale di Milano
Il  Film festival internazionale di Milano, in acronimo MIFF da "Milan International Film Festival",  è una mostra cinematografica internazionale che si svolge annualmente nel capoluogo lombardo. Dalla sua nascita, avvenuta nel 1999, il MIFF presenta annualmente una selezione di film indipendenti usciti nell'anno e provenienti da tutto il mondo.
I premi dei MIFF Awards rappresentano il Cavallo di Leonardo, già simbolo di Milano.

## Storia
La prima apparizione del MIFF avviene il 23 marzo 2000 all'AFM (American Film Market), quando il suo ideatore Andrea Galante presenta le sue idee alla stampa.
L'inaugurazione ufficiale del MIFF avviene il 26 ottobre 2000, al cinema Eliseo con l'anteprima italiana del film A Shot at Glory con Robert Duvall e Michael Keaton. La serata di chiusura e premiazione del primo anno si svolge all'Atlantique, famoso locale notturno della città, e tutti i premi vengono creati dall'artista-scultore Giuseppe Rizzi.
Dopo la prima edizione, il comitato direttivo del festival, cercando di migliorare l'organizzazione contenendo i costi, sempre con l'ausilio di volontari per contribuire allo sviluppo dell'evento, diminuisce a 45 il numero dei film presentati. Nel 2001 il festival apre con il film La rentrée, di produzione italiana. Il gala di premiazione della seconda edizione si svolge al teatro Dal Verme; in quell'anno anche Michael Radford sceglie il MIFF per presentare il suo film Dancing at the Blue Iguana. 
Alla terza edizione la mostra apre al teatro delle Erbe con Changing Hearts, film di produzione americana del regista argentino Martin Guigui con Faye Dunaway. Il film Showboy, una produzione anglo-americana co-diretta da Christian Taylor e Lindy Heimann, vince il secondo Cavallo di Leonardo.
La quarta edizione del MIFF apre al teatro Smeraldo con l'anteprima europea del film Dummy, interpretato da Adrien Brody, Vera Farmiga e Milla Jovovich. Il film anglo-americano American Cousins con Danny Nucci e Shirley Henderson si aggiudica il Cavallo di Leonardo.
Nel 2004, seguendo lo spostamento di date dell'American Film Market in autunno, la date del festival vengono spostate in primavera, tra le date del Sundance e di Cannes, inserendo ufficialmente una sezione del festival dedicata allo stile, e aprendo un concorso di stilisti emergenti nominato “Fashion Opera Prima”. Nello stesso anno, emulando il modello Oscar, tutti i premi della mostra vengono modificati ad immagine del Cavallo di Leonardo e il MIFF si svolge al nuovo Europlex Bicocca. Il vincitore della quinta edizione è Gioco di donna di John Duigan, con Charlize Theron, Penélope Cruz e Stuart Townsend.
Dopo lo spostamento primaverile nel 2005, nel 2006, l'Associazione Culturale Non-profit MIFF cambia nome in Made in Milan, usando il denominativo MIFF unicamente per la manifestazione del Film Festival Internazionale di Milano come marchio registrato. Il MIFF apre allo Spazio Cinema Anteo, tempio milanese del cinema d'autore, con Bubble di Steven Soderbergh, una pellicola dalle caratteristiche prettamente indipendenti che esce nelle sale italiane circa un mese dopo il festival. Alla prima del film è presente il cast.
Nel 2007 il MIFF apre in una delle sale storiche della città, il Cinema Excelsior, che da lì a pochi mesi chiuderà. Il film d'apertura è la prima italiana di 4 minuti. Il programma della settima edizione presta grande attenzione ai film italiani (il 60% del programma) e alla realtà produttiva del territorio milanese a cui dedica un focus specifico e una tavola rotonda. Il MIFF aggiunge una data estiva per il tour dei suoi film, la rassegna MIFF's Best a Porto Cervo, dove alcuni film vincitori del festival vengono riproposti.
La nona edizione si apre con la prima mondiale di Feisbum al multisala Arcobaleno. Nel programma vengono inserite anche due sezioni speciali dedicate a Milano, una sulla moda (vinta poi da Picture Me: A Model's Diary) e una sul product placament (vinta da Truth in 24), avviando una collaborazione riguardo al genere documentaristico con il Festival del documentario d'Abruzzo. Il premio alla carriera va a Martin Landau. Nello stesso anno nasce MIFF Channel, il canale media online, che seguirà d'ora in poi tutti gli eventi firmati Made in Milan e con contenuti di cinema in relazione a Milano.
Dal 2011 la nuova versione del MIFF, i MIFF Awards, continua la storia della statuetta milanese con la costituzione di un Cine Club denominato Made in Milan International Film Society che avrà il compito di sostituire la giuria con la volontà degli appassionati milanesi che potranno vedere i film dei filmmaker candidati in anticipo, completando il programma del nuovo format con una serie di proiezioni prima del festival. MIFF Awards da allora prosegue la sua missione puntualmente nella seconda settimana di maggio con la serata di premiazione prima dell'inizio del Festival di Cannes, e le proiezioni dei vincitori nei giorni seguenti - in sala - decretando con il premio del pubblico il Miglior Film del Festival.